# Рьюканфоссен
Рьюканфоссен (норв. Rjukanfossen) — водопад в Западной Норвегии, к западу от города Рьюкан. Водопад является частью реки Мана, его высота составляет 104 м. Из-за высоты падения и большого объёма реки, Рьюканфоссен использовался в качестве источника энергии в течение более ста лет. В 1905 году компания «Norsk Hydro» использовала энергию водопада для производства селитры в качестве удобрения. В настоящее время вода используется на гидроэлектростанции Веморк.